# Olive Custance
Olive Eleanor Custance (7 de febrero de 1874 - 12 de febrero de 1944) fue una poetisa británica. Formó parte del movimiento estético de 1890, y colaboró en The Yellow Book. Nació en 12 John Street, Berkeley Square, Mayfair, en Londres, única hija y heredera del coronel Frederick Custance, que era un acaudalado y distinguido militar del ejército británico.
Custance era bisexual.  En 1901 mantuvo una relación homosexual con la escritora Natalie Clifford Barney en París, que más tarde Barney incluiría en su memorias. Posteriormente Custance se comprometió con George Montagu, pero huyó y se casó con Lord Alfred Douglas en su lugar. Su padre no aprobaba su relación con Douglas, por lo que ambos se fugaron para evitar problemas. Se casaron el 4 de marzo de 1902. Tuvieron un hijo, Raymond Wilfred Sholto Douglas, que nació el 17 de noviembre de 1902. El matrimonio fue cada vez más problemático después de que Douglas se convirtiera al catolicismo en 1911. Se separaron en 1913, volvieron a convivir durante un tiempo en 1920 después de que Olive también se convirtiera, pero finalmente vivieron de forma separada una vez que ella abandonará definitivamente el catolicismo.
Su único hijo, Raymond, comenzó a mostrar signos de inestabilidad durante su juventud. Durante un tiempo sirvió en el ejército, pero estuvo internado en instituciones de salud mental durante largos períodos de tiempo. Esto resentiría aún más el matrimonio, que a finales de 1920 estaba prácticamente acabado, a pesar de que nunca se divorciaran. Custance murió en 1944 y su marido en 1945. Raymond vivió hasta los 61 años, después de sufrir varios episodios prolongados de inestabilidad mental durante toda su vida. Murió soltero el 10 de octubre de 1965.

## Obras
- Opals (Ópalos) (1897)
- Rainbows (Arco iris) (1902)
- The Blue Bird (El pájaro azul) (1905)
- The Inn of Dreams (La posada de los sueños) (1911)
- The Selected Poems of Olive Custance (Selección de poemas de Olive Custance) (1995) editado por Brocard Sewell